# Gaumont Animation
Gaumont Animation, anteriormente conocida como Alphanim es una empresa francesa productora de dibujos animados, ha sido fundado en febrero del año 1997 por Christian David

## Programas producidos por Alphanim
- Mona la vampira (Coproducido con Cookie Jar Entertainment y con la participación de YTV)
- Escuela de espanto (Coproducido por Cookie Jar Entertainment, Luxanimation, Agogo Media)
- La 4º versión de Franklin
- Galactik Football
- Estado Delta (coproducido por Nelvana Limited)
- Franklin y el lago de la tortuga
- Robotboy (Realizado por Alphanim para MGM Television)
- Los patos extremos (2001) (coproducido por France 3, Telepool, Soficanim, Young Distribution, Point Production, Europool y Tooncan)
- Cosmic Cowboys (2004) (coproducido por France 3, Tooncan, Europool, Rai Fiction, Agogo Media, Gruppo Alcuni y Luxanimation)
- Gawayn
- Matts Monsters - Matemounstros
- Santapprentice - El Aprendiz De Santa
- The Mysteries of Alfred Hedgehog
- The Green Squad - La Ecopandilla
- Spaced Out
- Henry the Cat - Henry el gato
- Potatoes and Dragons

## Subsidiarias de Alphanim
- Deltanim (participó en Estado Delta)